# Wantage Town F.C.
Wantage Town F.C. là một câu lạc bộ bóng đá Anh nằm ở Wantage, Oxfordshire, hiện tại đang thi đấu ở Southern Football League Division One South & West. Câu lạc bộ hiện thuộc biên chế của Berks & Bucks Football Association

## Lịch sử
Câu lạc bộ thành lập năm 1892, bắt đầu thi đấu ở Swindon & District League, giành chức vô địch Swindon Advertiser Cup ở các mùa giải 1903–04 và 1907–08, cũng như vô địch giải đấu mùa giải 1907–08. Năm 1909, đội bóng là một trong những thành viên sáng lập North Berks Football League. Sau khi Thế chiến thứ I kết thúc, vào mùa giải 1919–20, câu lạc bộ trở thành nhà vô địch chung của North Berkshire league, cùng với các đội Abingdon Town và Long Wittenham. Hai mùa giải sau đó, câu lạc bộ một lần nữa vô địch giải đấu, nhưng không phải chia sẻ danh hiệu với bất cứ đội bóng nào. Sau khi vô địch, họ chuyển lên thi đấu ở Reading and District Football league, nhưng sau khi không thành công, đội bóng lại về thi đấu ở Swindon & District League, nơi họ giành chức vô địch mùa giải 1933–34.

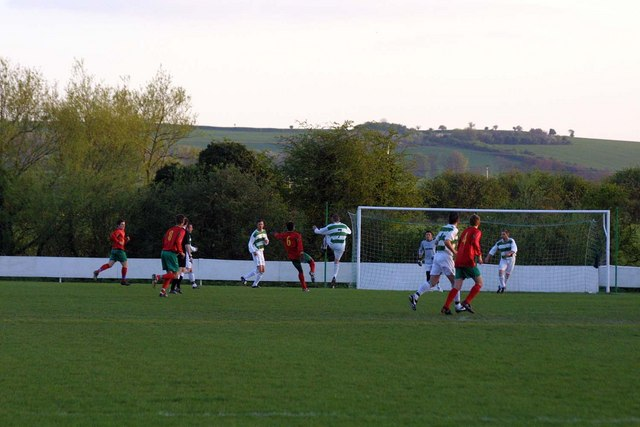
Wantage Town F.C. trong trang phục sọc xanh lục và trắng.

Sau Thế chiến thứ II, câu lạc bộ tiếp tục thi đấu ở Swindon & District League, vô địch ở 2 mùa giải 1952–53 và 1955–56. Sau khi vô địch mùa giải 1955-56, đội bóng thi đấu ở Premier Division của Hellenic Football League.
Họ duy trì ở Premier Division cho đến cuối mùa giải 1963–64, khi đội bóng về đích cuối bảng và xuống chơi ở Division One. Sau khi cán đích với vị trí thứ 2 ở Division One mùa giải 1969–70, đội bóng lại giành quyền thi đấu ở Premier Division. Ở mùa giải 1974–75, đội bóng có màn ra mắt ở FA Vase, vào đến vòng 3 trước khi bị loại bởi đối thủ Clanfield. Một lần nữa câu lạc bộ lại xuống hạng sau mùa giải 1975–76, và phải đến mùa giải 1980–81 họ mới lên lại Premiership, nhờ vô địch Division One. Từ mùa giải 1981–82 đến 1993–94, đội bóng thi đấu ở Premier Division ngoại trừ hai mùa giải 1987–88 và 1991–92 nhưng sau đó đều lên hạng nhờ về đích thứ 2 chung cuộc.
Cho dù đứng thứ 4 chung cuộc ở mùa giải 1993–94, câu lạc bộ bị giáng xuống Division One bởi lý do sân vận động không có dàn đèn pha. Hai mùa sau đó, đội bóng kết thúc ở vị trí thứ 2 tại Division One và sau đó dựng dàn đèn lên để cho phép được trở lại thi đấu ở Premier Division. Câu lạc bộ duy trì ở giải đấu đến cuối mùa giải 2002–03 thì xuống chơi ở Division One East do kết thúc ở vị trí cuối trên bảng xếp hạng. Mùa giải này cũng chứng kiến câu lạc bộ lần đầu tiên thi đấu ở FA Cup, ở vòng sơ loại gặp Gosport Borough, nhưng thất bại với tỷ số 2–1. Mùa giải sau đó đội bóng lại được thi đấu ở hạng đấu cao nhất khi giành chức vô địch.
Câu lạc bộ vô địch Hellenic league Premier Division mùa giải 2010-11, dưới sự quản lý của Andy Wallbridge. Tuy nhiên đội bóng từ chối thăng hạng Southern Football League vì sân vận động không có rào chắn, để ngăn ngừa khán giả không mua vé cũng có thể vào xem.
Tuy nhiên, nhờ những cải thiện cần thiết cho sân vận động mà câu lạc bộ vô địch Hellenic League mùa giải 2013-14, giành một suất thi đấu lần đầu tiên ở Southern League South West mùa giải 2014-15 dưới sự dẫn dắt của Gary Ackling và Andy Lyne.
Sau một khởi đầu chật vật ở Southern League, tháng 10/2014 Chủ tịch lâu đời Tony Woodward từ chức vì lý do cá nhân. Glyn Austin và John Culley tạm thời điều hành câu lạc bộ. Gary Ackling, Andy Lyne và đội ngũ huấn luyện đi theo Woodward rời khỏi câu lạc bộ, cùng với cả một số thành viên của đội hình chính. Huấn luỵen viên đội Dự bị Daniel Barry và trợ lý Ian Lovegrove được thăng chức để xây dựng lại đội bóng. Ngày 18/4/2015, mặc dù cho trận thua sát nút trên sân nhà trước Wimborne Town FC, trận thua ở AFC Totton của Bishops Cleeve FC giúp bảo toàn vị trí của Wantagetại Southern League; một thành tích tốt sau một mùa giải khó khăn.

## Sân vận động

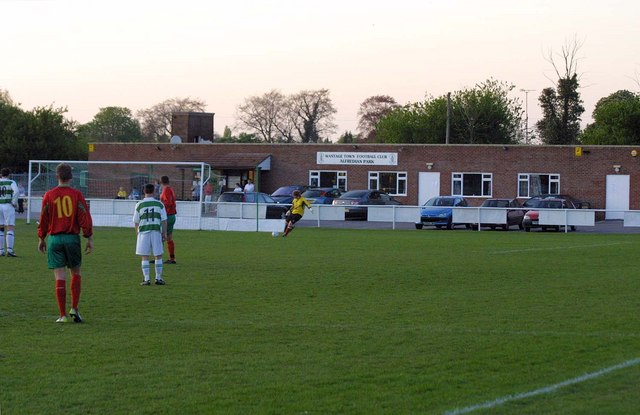
Nhà câu lạc bộ ở Alfredian Park

Wantage Town chơi trên sân nhà Alfredian Park, Manor Road, Wantage. Dàn đèn được lắp đặt năm 1996.

## Danh hiệu

### Danh hiệu cấp giải đấu
- Hellenic Football League Premier Division :[9][13]
  - Vô địch (2): 2010–11, 2013-14
  - Á quân (1): 2012–13
- Hellenic Football League Division One East:[9]
  - Vô địch (1): 2003–04
- Hellenic Football League Division One:[9]
  - Vô địch (1): 1980–81
  - Á quân (4): 1969–70, 1987–88, 1991–92, 1995–96
- North Berks Football League Division One:[5][6][14]
  - Vô địch (2): 1919–20, 1921–22
  - Á quân (1): 1920–21
- Swindon and District League:[3][15]
  - Vô địch (4): 1907–08, 1933–34, 1952–53, 1955–56

### Danh hiệu Cup
- Berks & Bucks FA Intermediate Cup:[15]
  - Vô địch (1): 1954–55
- Hellenic Football League Division One Cup:[15]
  - Vô địch (2): 1980–81, 1991–92
- Hellenic Football League Floodlit Cup:[16][17]
  - Vô địch (1): 2006–07
  - Á quân (2): 2012–13, 2013-14
- North Berks Cup:[18]
  - Vô địch (2): 1919–20, 1920–21
- Reading Senior Cup:[15]
  - Vô địch (1): 1982–83
- Swindon Advertiser Cup:[3][15]
  - Vô địch (2): 1903–04, 1907–08
- Hungerford Challenge Cup:[15]
  - Vô địch (1): 1993–94
- Newbury Greystone Cup:[15]
  - Vô địch (2): 1991–92, 1998–99
- Faringdon Thursday Cup:[15]
  - Vô địch (1): 1958–59
- Faringdon Thursday Memorial Cup:[15]
  - Vô địch (1): 1959–60
- Ian Humpries Memorial Cup:[15]
  - Vô địch (3): 1991–92, 1992–93, 1993–94

## Kỉ lục
- Vị trí cao nhât cấp Giải đấu:[9] Thứ 1 ở Hellenic Premier Division 2010–11, 2013–14
- Thành tích tốt nhất ở FA Cup:[9] Vòng loại 1, 2009–10, 2012–13
- Thành tích tốt nhất ở FA Vase:[9] Vòng 3, 1974–75, 1983–84, 1986–87, 2010–11, 2011–12
- Số khán giả tới xem nhiều nhất:[19] 550 với Oxford United (Tháng 8 năm 2003)